# Rathbunaria
Rathbunaria is een geslacht van kreeftachtigen uit de klasse van de Malacostraca (hogere kreeftachtigen).

## Soort
- Rathbunaria orientalis (Balss, 1933)